# 南海バス堺営業所
南海バス堺営業所（なんかいバスさかいえいぎょうしょ）は、大阪府堺市堺区にある南海バスの営業所。南海本線堺駅に隣接して設置されており、車庫の一部は南海本線高架下に設置されている。

## 概要
主に堺市（旧堺市街地）と臨港エリア、一部大阪市住之江区や松原市にも乗り入れるほか、高速バスの運行も担当している。堺東駅近くの髙島屋堺店駐車場棟1階に堺東駅発着便の折り返しのための堺営業所堺東車庫がある。
堺浜地区のシャープ工場建設地への特定輸送も行っていたが（地下鉄住之江公園駅発着、堺駅・堺東駅経由堺市駅発着）、2010年1月より一般路線バス（堺匠町線：堺駅西口・堺東駅経由堺市駅発着、堺東駅発綾ノ町電停前経由便。住之江匠町線：地下鉄住之江公園駅発着）に移行し、21年ぶりに大阪市内への南海バスの一般路線バス乗り入れが復活した。
一般路線の車両面では堺シャトルを含め、中型車の比率が高くなった時期もあったが、近年は臨海エリアでの利用客が増えていることや大型ノンステップバス（一部天然ガスCNG車もあり）が導入されているために再び大型車の比率が高くなってきている。
従来は堺市中心部のバス運行は堺東と堺の両営業所が担当していたが、輸送量の増加とともに営業所としての規模が手狭となったため、1978年12月15日に堺営業所を拡充するとともに堺東営業所を統合し、堺市中心部の路線を一括管理するようになった。
2013年9月1日より金岡車庫の廃止に伴い、一部路線が移管された（残りは東山営業所へ移管）。
2021年5月22日から2024年4月5日までの間、高架化工事のため運休していた南海電鉄高師浜線の代行バスを担当していた。

## 沿革
- 1978年12月15日：堺営業所を拡張し、堺東営業所を統合[1]。
- 1987年3月1日：南海シャトルバス[3]（現在の堺シャトルバス）を開業。関西の乗合バス初のプリペイドカードによる支払いシステムを導入していた[4]。これに伴い路線再編が行われる。
- 2001年10月1日：南海電鉄から南海バスに移管される。
- 2008年3月30日：北野田線を東山営業所に移管。
- 2013年9月1日：金岡車庫廃止により、一部路線を引き継ぐ。また、堺東・鳳西町線、津久野線を東山営業所に移管する[2]。
- 2014年4月1日：PiTaPaおよび交通系ICカード全国相互利用サービスに対応[5][6]。
- 2016年10月1日：南海バスのICカード「なっち」を導入[7]。
- 2019年9月23日
  - 鳳駅前バスターミナルの完成に伴い乗り入れを開始、西区役所前バスロータリーは閉鎖された（代替に大阪和泉泉南線付近にバス停留所を設置。跡地には来庁者用駐車場を整備）。
  - 「鳳駅前」であった停留所は「西堺警察署前」に改称された。
- 2020年3月1日：系統番号を変更。堺営業所は2桁の番号を引き続き使用するが、「特」やハイフン、アルファベットの入っていた系統番号などが変更される[8][9]。
- 2021年5月22日 - 2024年4月5日：南海電鉄高師浜線の代行バスを担当。
- 2025年1月14日：労災病院前停留所の移設[注 1]に伴い、野遠北野田線、金岡線の系統番号を変更[10]。
- 2025年8月31日（予定）：乗り継ぎによる運賃合算制度を廃止[11]。

## 一般路線

### 堺・大小路線
通称・「堺シャトル」。
堺駅と南海高野線堺東駅間（1.8km）を約10分で結ぶ路線。堺シャトルバスとして平日毎時6本・土休日毎時5本で頻発しており、ノンステップ・ハイバックシート装備の専用車両 によるハイグレードサービスが行われている。料金は前乗り先払い方式を採用している。
1987年3月1日に関西初のシャトルバスとして7台の専用車両を用いて運行を開始した。このシャトルバスは関西の乗合バスで最初にプリペイドカードによる料金支払いシステムが導入された。
2000年3月に2代目の車両が9台導入され、この車両からノンステップバスが採用された。車体も金色の色調となり、「南蛮行列」をデザインしたものとなった。この車両では南海バスで初めてスルッとKANSAIに対応したバスカードシステムが導入された。
2016年3月1日に3代目の車両が7台導入された。先代までは中型車で運行していたが、この車両は大型車が採用され座席数も19から30へ増加した。日本初フルカラー・フルドットの4ヶ国語（日本語・英語・中国語・韓国語）対応LED行先表示器を搭載。ハイブリッド機能を搭載し環境により優しくなったほか、燃費も向上している。
かつての中循環・北循環供用ルートが分離されて誕生した経緯から、早朝・深夜時間帯を除き北循環線（旧・北回り）・南循環線（旧・中回り）への乗継ぎ連絡も行われている。堺東駅前ではロータリー内の1番のりばと堺市役所前の17番のりば、2ヶ所に停車する。堺駅前では2番のりばから発車。
2020年4月1日のダイヤ改正まで平日最終便は堺駅前発・堺東駅前1番のりば発ともに南海バスの他の一般路線であれば深夜バスとして運行されていた23:31以降の発車だったが、最終便まで深夜バスではない運行であり、加算運賃なしで乗車できた。
- 0系統：堺駅前 - 大小路 - 堺東駅前

### 堺東・鳳線
堺東駅と鳳駅前を結ぶ路線。
1996年4月1日に従来の路線を再編し、「鳳シャトルバス」の愛称で運行を開始。誕生当時は堺市が政令指定都市に移行しておらず、西区役所は「堺市役所西支所」であったため、バス停名も「鳳・西支所前」であった。運行開始当初は専用塗装のワンステップバスを使用し、2003年より2代目専用車両としてノンステップバスへの置き換えがなされた。なお、堺市の政令指定都市昇格と停留所の改定は車両置き換えより少し前であったため、初代車両において方向幕の差し替えが行われた。その後、全ての運行車両がLED表示機による行先表示を採用するようになった。2017年の系統再編による廃止時の運行頻度は平日10分毎、土休日15分毎。終日にわたって一般車による代走は殆どなかった。
西区役所前 にて光明池・鳳線ならびに美木多線（いずれも光明池営業所が担当する堺東駅前発着の長大系統を有していた名残）との乗り継ぎ制度を導入しており、西区役所前で光明池駅、栂・美木多駅方面へ連絡していた。
2017年8月26日のダイヤ改正で堺東・光明池線ならびに美木多線は全便堺東駅前発着に変更されたため、西区役所前での乗継運賃制度は廃止された。また同時に「鳳シャトル」は解消され、概ね平日は毎時0 - 2本、土休日に至っては1日数便にまで大減便された。その後平日の減便と1C系統への置き換え、堺市匠町にクボタのグローバル技術研究所が新設されたことに伴う減便が行われ、2024年12月現在のダイヤで鳳駅前まで向かう便は、平日は朝ラッシュの3往復、土休日早朝1往復となっている。また、1C系統について2024年12月現在のダイヤでは平日のみの運行となり、堺東駅前発は早朝から朝ラッシュの5本のみに減少しており、緑ヶ丘発は運行されていない。また、2023年12月改正で1C系統の一部が東山営業所の担当となっている。
2019年9月23日に鳳駅前にバスターミナルがオープンしたのに伴い、西区役所前 - 鳳駅前が延長された。
堺東駅前では9番のりば、鳳駅前では1番のりば発。
- 1系統：堺東駅前 - 大仙中町 - 塩穴通 - 緑ヶ丘 - 西区役所前 - 鳳駅前
- 1C系統：堺東駅前 → 大仙中町 → 塩穴通 → 緑ヶ丘
  - 2020年までは1-1系統。

### 南循環線
2021年10月1日改正で新設された、堺市内中回り線と堺市内南回り線を統合した路線。21系統は従来の経路をほぼ賄っているが、大小路 - 堺東駅前は堺シャトルとの乗り継ぎで代替され、御陵通三丁バス停は廃止された。
中回り線に引き続き堺シャトルとの乗継制度を設けており、指定バス停で乗継を行った場合、後に乗る便の運賃を不要としている。ただし現金での支払いは対象外となった。
なお、塩穴通停留所の堺駅南口行きバス停は、他系統より手前に設けられている。
堺駅前では3番のりば、堺駅南口では右回りが3番・左回りが4番のりば、堺東駅前では右回りが13番・左回りが16番のりばから発車。
- 21系統：堺駅前 - 堺駅南口 - 出島 - 御陵前 - 東湊電停前 - 塩穴通 - 堺東駅前 - 栄泰橋 - 御陵前 - 宿院 - 堺駅南口
  - 堺駅前始発を左回り、堺駅南口始発を右回りと呼称している。
  - 左回り・右回りともに平日は終日1時間あたり2本、土休日は1時間あたり1本ずつ運行。
- 21C系統：堺駅前 → 高砂町 → 協和町 → 塩穴通
  - 平日朝2本のみの運行。
  - 急行運行で、高砂町まではノンストップ。

### 北循環線
2021年10月1日改正で新設された、堺市内北回り線と松屋線を統合した路線。綾の町電停前 - 堺浜シーサイドステージ方面間では従来緑町（阪神高速4号湾岸線の高架下）経由、府道29号経由、七道駅前通経由をそれぞれ17系統と20系統、16系統、松屋線と堺東住之江線が担っていたが、北循環線の新設により緑町経由が廃止され、府道29号経由を17系統が、七道駅前通経由を16系統と堺東住之江線が担う形となった。
北回り線に引き続き堺シャトルとの乗継制度を設けている（南循環線の節を参照）。
堺東駅前では5番のりば、堺駅西口では1番のりばから発車。
- 16系統：堺東駅前 - 大小路 - 綾の町電停前 - 七道駅前通 - 松屋大和川通 - 堺浜シーサイドステージ - 八幡町 - 三宝 - 堺駅西口
- 16C系統：堺東駅前 - 大小路 - 綾の町電停前 - 七道駅前通 - 松屋大和川通 - 堺浜シーサイドステージ - 八幡町
- 17系統：堺東駅前 - 錦陵町 - 綾の町電停前 - 浅香山通 - 松屋大和川通 - 堺浜シーサイドステージ - 八幡町 - 三宝 - 堺駅西口

### 堺東住之江線
2016年3月1日のダイヤ改正から運行開始。 同年3月19日にオープンしたイオンモール堺鉄砲町へのアクセス路線。9時台 - 16時台で毎時1本運転されている。
運行開始当初は、朝以降に20 - 30分間隔で早朝から夜間まで運転されていた。その後、2017年4月1日のダイヤ改正で概ね1時間に1本へ削減された。
2021年10月1日のダイヤ改正までは錦綾町経由で運転されていた。またこの改正で堺東駅前 → イオンモール堺鉄砲町間で七道駅筋・住之江公園駅前を経由する62系統が廃止。
堺東駅前では6番のりばから発車。
- 61系統：堺東駅前 → 大小路 → 綾の町電停前 → イオンモール堺鉄砲町 → 住之江公園駅前 → イオンモール堺鉄砲町 → 七道駅前通 → 綾の町電停前 → 大小路 → 堺東駅前
  - 2020年まではA1系統。

### Jグリーン堺線
各駅から堺市立サッカー・ナショナルトレーニングセンターへの路線。急行運行を行っており、下記の停留所以外には停車しない。
75系統、76系統、78系統は学休日の平日に臨時便として運転されている。
堺駅西口では1番のりば、堺東駅前では5番のりばから発車。
- 71系統：住之江公園駅前 - 松屋大和川通三丁 - 松屋大和川通 - Jグリーン堺クラブハウス前
  - 土休日（但し年末年始は除く、平日でも学休日の期間中は臨時運転することがある）のみ運行。
  - 2020年まではJ11系統。
- 70系統：堺東駅前 - 堺駅西口 - Jグリーン堺クラブハウス前
  - 土休日のみ。2021年4月24日の改正で2往復のみとなり、17系統の増便で置き換えられた。現在は1往復の運行。
  - 2020年まではJ1系統。
- 75系統：Jグリーン堺南口 → 堺東駅前
  - 臨時便。2023 - 2024年冬季からは運行の発表がない。
- 76系統：Jグリーン堺南口 → 堺駅西口
  - 臨時便。2023 - 2024年冬季からは運行の発表がない。
- 78系統：堺東駅前 → 堺駅西口 → 堺浜シーサイドステージ → 堺浜 → Jグリーン堺南口 → 堺浜北
  - 平日の朝に運行される。
  - 2021年夏季より学休日の平日に運行されていた堺東駅前 → 堺駅西口 → Jグリーン堺南口の77系統は、2023年春季は本系統に置き換えられた。

### 堺匠町線
堺市内の主要駅と匠町（シャープ堺工場）を結ぶ路線。往路の81L系統及び復路の海浜匠町始発の81系統は終日運行であり、それ以外はラッシュ時など一部時間帯のみの運行である。シャープ堺工場が24時間操業を行っているため堺市内の南海バスのなかでも最終便が最も遅い。
特定輸送時代は堺駅では東口から発着していた。2017年8月1日のダイヤ改正で平日の夕方ラッシュ時間帯以降、S4系統とS5系統の一部の便でシャープ敷地内の本社事務棟から発着するようになっていた（2020年2月2日まで）。2022年9月16日のダイヤ改正で一部便が海浜匠町まで延伸された。
2020年まではそれぞれS1・S3・S4・S5・S6系統であった。
阪和堺市駅前では1番、堺東駅前では7番、堺駅西口では2番のりばからそれぞれ発車。
- 81系統：阪和堺市駅前 - 堺東駅前 - 堺駅西口 - 三宝 - 浅香山通 - 匠町 ← 海浜匠町
- 81L系統：阪和堺市駅前 → 堺東駅前 → 堺駅西口 → 三宝 → 浅香山通 → 匠町 → 海浜匠町
- 83系統：堺駅西口 - 三宝 - 浅香山通 - 匠町 ← 海浜匠町
- 83L系統：堺駅西口 → 三宝 → 浅香山通 → 匠町 → 海浜匠町
- 84系統：阪和堺市駅前 - 堺駅西口 - 三宝 - 浅香山通 - 匠町 ← 海浜匠町
- 84L系統：阪和堺市駅前 → 堺駅西口 → 三宝 → 浅香山通 → 匠町 → 海浜匠町
- 85系統：堺東駅前 - 錦綾町 - 綾の町電停前 - 浅香山通 - 匠町
- 85L系統：堺東駅前 → 錦綾町 → 綾の町電停前 → 浅香山通 → 匠町 → 海浜匠町
- 86系統：阪和堺市駅前 - 綾の町電停前 - 浅香山通 - 匠町
- 86L系統：阪和堺市駅前 → 綾の町電停前 → 浅香山通 → 匠町 → 海浜匠町

### 急行海浜匠町線
堺区匠町にクボタの新研究開発拠点ができることに伴い、2022年9月16日のダイヤ改正で新設。堺市内と新設される海浜匠町を結ぶ。
51・53系統は平日朝夕のみ、52系統は平日朝のみ、54系統は平日夕方のみの運行である。
急行運行のため、下記の停留所以外には停車しない。
- 51系統：堺駅西口 - 海浜匠町
  - 堺駅西口では1番のりばから発車。
- 52系統：瓦町公園前 → 海浜匠町
  - 一部便は光明池営業所も担当する。
- 53系統：阪和堺市駅前 - 海浜匠町
  - 阪和堺市駅前では3番のりばから発車。
- 54系統：海浜匠町 → 堺東駅前 → 瓦町公園前 → 阪和堺市駅前
  - クローズドドアシステムを導入しており、起点の海浜匠町以外で乗車できない。

### 住之江匠町線
大阪市の住之江公園駅から匠町（シャープ堺工場）までの路線で、南海バスの一般路線では久々に大阪市内への乗入れとなった。途中の「堺浜南」停留所には、当路線のみが停車する。平日朝ラッシュ時は6 - 7分毎に頻発（土休日は10 - 15分毎）し、昼間時は概ね30分毎に運行する。
2020年まではS11系統だった。
- 91系統：住之江公園駅前 - 松屋大和川通三丁 - 松屋大和川通 - 堺浜北 - 堺浜南 - 匠町
  - 平日朝の匠町行きのうち2本は急行として運転され、途中松屋大和川通三丁、松屋大和川通の二停留所のみ停車する。2020年までは準急として扱われていた。

### 河内天美線
堺東駅からOsaka Metro御堂筋線の北花田駅と近鉄南大阪線の河内天美駅を結ぶ路線。金岡車庫廃止により堺営業所へ移管した。現在は9系統が30分毎（平日朝のみ20分毎）で終日運行されており、平日朝のみ地下鉄北花田駅前発堺東駅前行きが運行されている。この北花田駅始発は2020年までは10系統として区別されていた。
かつては9系統が30分毎に運行されていたほか、10系統は平日は夕方以降のみであるが、土休日は日中以降運行され、堺東駅前 - 北花田駅前間では15分毎になるようなダイヤとなっていた。また、2014年9月1日のダイヤ改正で10系統は平日夕方から夜のみとなり、土休日は9系統のみとなり昼間～夕方は20分間隔となっていた。2023年12月16日改正で地下鉄北花田駅前止めの9C系統が消滅した。
運賃は大阪市内へ一旦出る（天王寺近鉄南大阪線大阪阿部野橋経由）よりも安くなっている。（後述の布忍線も同様）
堺東駅前では4番のりばから発車。河内天美駅前では2番のりばが割り当てられている。
- 9系統：堺東駅前 - 錦綾町 - 浅香 - 地下鉄北花田駅前 - 天美我堂 - 河内天美駅前

### 布忍線
堺駅から堺東駅・堺市駅、近鉄南大阪線の布忍駅・高見ノ里駅付近を経て河内松原駅を結ぶ路線。概ね平日20分毎、土休日30分毎に運行(但し、平日はほとんどの時間帯で25系統が運転されているため、堺駅前 - 堺東駅前間は本数が減少する)。この他に堺駅方面から南花田町止めの24・25C系統があり、これらは金岡車庫の担当であったが、同車庫廃止により全便堺営業所担当になった。
なお、この他に布忍駅筋止めの26系統、途中の南清水で分岐して堺市北区の中村町経由菩提まで到達する27系統があったが、前者は系統整理により、後者は堺市のコミュニティバスへの移管によりそれぞれ廃止された（その後コミュニティバスも廃止、中村町バス停跡や野遠バス停跡などは、堺市による予約制の乗合タクシーが運行中）。
かつては近鉄バスも並行する形で堺東駅から河内松原駅を経て国分駅前までの路線を運行していたが（堺線）、当路線との兼ね合いから堺東駅前から布忍までノンストップで運行していた。
河内松原駅前行きは北花田線とともに5番のりばが割り当てられている。
堺東駅前では15番、阪和堺市駅前では2番のりば発。
- 23系統：堺駅前 - 宿院 - 安井町 - 堺東駅前 - 阪和堺市駅前 - 蔵前西 - 南花田町 - 布忍駅筋 - 高見の里駅前 - 河内松原駅前
  - 南花田町発の区間便は2020年まで24系統として区別されていた。
  - 堺駅前では1番のりば、堺駅前行きは阪和堺市駅前4番のりば・堺東駅前15番のりば発。
- 25系統：堺東駅前 - 阪和堺市駅前 - 蔵前西 - 南花田町 - 布忍駅筋 - 高見の里駅前 - 河内松原駅前
- 25C系統：堺東駅前 - 阪和堺市駅前 - 蔵前西 - 南花田町
  - 2020年までは28系統。

### 北花田線
北花田駅と近鉄南大阪線沿線や堺市駅を結ぶ路線。
2004年10月19日に、同月28日開店のダイヤモンドシティ・プラウ（現・イオンモール堺北花田）へのシャトルバスとして阪和堺市駅前 - 蔵前西 - 地下鉄北花田駅前のルートで開設された。その後、浅香経由のルートが追加され循環線となり、30系統として系統番号が付与された。
2012年11月1日より29系統と特30系統が新設された。当時、29系統は11時台（松原発）もしくは12時台（北花田発）以降1時間毎に20時台もしくは21時台まで運行していた。30系統のうち最終便の1便が堺市駅止めの特30系統になった。各系統とも車庫廃止により堺営業所に移管された。
- 29系統：地下鉄北花田駅前 - 南花田町 - 布忍駅筋 - 高見の里駅前 - 河内松原駅前
  - 現在は日中のみの運行となっている。
- 30系統：地下鉄北花田駅前 - 浅香 - 阪和堺市駅前 - 蔵前西 - 地下鉄北花田駅前
  - 30系統は北花田駅と堺市駅の間を結ぶ循環線で、左回り・右回りともに運行される。右回りは朝8時台から20時台まで、左回りは12時台から23時台までの運行だったが、現在は両回りとも日中のみの運行となっている。
  - 阪和堺市駅前では3番のりばから発車。

### 金岡線
堺東駅から府道30号をやや少し南下し、一条通から中環経由で東へ向かう路線。金岡口から中環を外れて南下し、府道35号を越えて金田新田から白鷺駅前へ向かう。平日は30分毎、土休日は40分毎の運行。新金岡駅のロータリーに入らず、地下鉄御堂筋線とは中環沿いのしもつ池で乗り換えとなる。一条通以東は後述の野遠北野田線とルートがほぼ重複する。金岡車庫廃止により堺営業所へ移管、同時に金岡町の折返場で終点となっていたのを白鷺駅前まで延長し、それまで経由していなかった三国ヶ丘駅にも立ち寄るように変更、同時に特15系統（現・15C系統）が新設された。2025年1月14日の改正で労災病院前停留所を経由する15V系統が新設された。
堺東駅前では8番のりば、三国ヶ丘駅前では1番のりばから発車。
- 15系統：堺東駅前 - 一条通 - 三国ヶ丘駅前 - 黒土町 - しもつ池（地下鉄新金岡駅前） - 金岡町 - 金田新田 - 白鷺駅前
- 15V系統：堺東駅前 - 一条通 - 三国ヶ丘駅前 - 黒土町 - 労災病院前 - しもつ池（地下鉄新金岡駅前） - 金岡町 - 金田新田 - 白鷺駅前
- 15C系統：三国ヶ丘駅前 - 黒土町 - しもつ池（地下鉄新金岡駅前） - 金岡町 - 金田新田 - 白鷺駅前

### 初芝線
堺駅から中百舌鳥・初芝への路線。多くの区間で南海高野線に並行しているため、2023年12月16日時点で平日3往復、土休日2往復のみの運転となっている。金岡車庫廃止により堺営業所に移管された。
堺駅南口・初芝駅前では2番のりばから、中もず駅前では初芝駅前行きが1番・堺駅南口行きが2番のりばからの発車。
- 33系統：堺駅南口 - 宿院 - 安井町 - 細池橋 - 中もず駅前 - 金田新田 - 初芝駅前

### 野遠北野田線
堺駅南口から東に進み、一条通からしもつ池までは金岡線と同じルートで新金岡駅前へ達し、以北は堺市駅まで運行する。ただし多くは堺駅南口と新金岡駅前の間の区間便である。34系統は平日朝の病院行、平日夕方の駅行きのみの運行である。
地下鉄新金岡駅前停留所において、北野田駅前（野遠・菩提経由）方面との乗り継ぎによる運賃合算制度を導入している。途中の「大饗」までは145系統・146系統が利用可能で本数も多い。「北余部」から先は145系統のみ利用可能であるが、本数が少ないため乗り継ぎには注意が必要である。なお、146系統の「太井」から先はこの制度の対象外である。また、これらの系統を乗り継ぐ目的で利用する場合、「北区役所前」を2度通ることとなるが、乗り継ぎ停留所は「地下鉄新金岡駅前」に限られる。
金岡車庫廃止により35・特35系統は堺営業所に移管された。2016年3月1日から、平日昼間時に近畿中央胸部疾患センターを経由する35-1・特35-1系統が新設された。2025年1月14日の改正で平日昼間時に労災病院前停留所を経由する系統が新設され、既存系統の系統番号も変更された。
堺駅南口では2番のりば、三国ヶ丘駅前では1番のりば、地下鉄新金岡駅前では堺駅南口行きが1番・阪和堺市駅前行きが2番のりばからそれぞれ発車。
- 34系統：三国ヶ丘駅前 - 近畿中央呼吸器センター前
- 35系統：堺駅南口 - 宿院 - 一条通 - 三国ヶ丘駅前 - 黒土町 - しもつ池 ‐ 地下鉄新金岡駅前
- 35V系統：堺駅南口 - 宿院 - 一条通 - 三国ヶ丘駅前 - 黒土町 - 労災病院前 - しもつ池 ‐ 地下鉄新金岡駅前
- 36系統：堺駅南口 - 宿院 - 一条通 - 三国ヶ丘駅前 - 近畿中央呼吸器センター前 - 黒土町 - しもつ池 ‐ 地下鉄新金岡駅前
- 36V系統：堺駅南口 - 宿院 - 一条通 - 三国ヶ丘駅前 - 近畿中央呼吸器センター前 - 黒土町 - 労災病院前 - しもつ池 ‐ 地下鉄新金岡駅前
- 37系統：堺駅南口 - 宿院 - 一条通 - 三国ヶ丘駅前 - 黒土町 - しもつ池 - 地下鉄新金岡駅前 - 蔵前西 - 阪和堺市駅前
- 37V系統：堺駅南口 - 宿院 - 一条通 - 三国ヶ丘駅前 - 黒土町 - 労災病院前 - しもつ池 - 地下鉄新金岡駅前 - 蔵前西 - 阪和堺市駅前
- 38V系統：堺駅南口 - 宿院 - 一条通 - 三国ヶ丘駅前 - 近畿中央呼吸器センター前 - 黒土町 - 労災病院前 - しもつ池 - 地下鉄新金岡駅前 - 蔵前西 - 阪和堺市駅前

各系統（34系統を除く）の経路と系統番号の関係を表にすると以下の通り。括弧内は2020年3月31日以前の系統番号。
|                                       |                        | 地下鉄新金岡駅前 発着 | 阪和堺市駅前 発着 |
| ------------------------------------- | ---------------------- | --------------------- | ----------------- |
| 近畿中央呼吸器センター前 を経由しない | 2025年1月13日以前      | （特35）→36           | 35                |
| 近畿中央呼吸器センター前 を経由しない | 労災病院前を経由しない | 35                    | 37                |
| 近畿中央呼吸器センター前 を経由しない | 労災病院前を経由する   | 35V                   | 37V               |
| 近畿中央呼吸器センター前 を経由する   | 2025年1月13日以前      | （特35-1）→36V        | （35-1）→35V      |
| 近畿中央呼吸器センター前 を経由する   | 労災病院前を経由しない | 36                    | 設定なし          |
| 近畿中央呼吸器センター前 を経由する   | 労災病院前を経由する   | 36V                   | 38V               |

### 新金岡団地線
運行系統としては野遠北野田線の35系統と重複する部分が多い。金岡車庫廃止により堺営業所に移管されたが、同時に複数あった系統は1つの系統に集約された。平日1本のみの運行。
2020年に42系統から改称。
地下鉄新金岡駅前では2番、阪和堺市駅前では4番のりばから発車。
- 32系統：地下鉄新金岡駅前 → 蔵前西 → 阪和堺市駅前 → 堺東駅前

### 臨港六区線
石津川駅前始発で臨港地区を循環して戻って来る路線である。平日は朝の通勤時間帯、昼間、夕方の通勤時間帯に運行があるが、土曜は朝と昼間のみとなり休日は運休する。
同じ石津川駅前発着の路線として、他に西区役所前まで向かう石津川・鳳線91系統があったが、2015年7月1日より東山営業所管轄の堺市立総合医療センター線に置き換えられた。
- 90系統：石津川駅前 → 臨港七区 → 臨港六区 → 石津川駅前

### 急行美原線
ららぽーと堺の開業に伴い、2022年11月5日に運行開始。初芝駅前 - 美原区役所前間は東山営業所147系統と重複するが、当系統は初芝駅前以外の途中停留所には止まらず運行経路も異なる。朝の美原区役所前行き、午後の中もず駅前行きを中心に、最大1時間に3本運行される。
運行開始当初は初芝駅前 - 美原区役所前間のみの運行であったが、2022年12月5日から12月18日までの間は夜の一部便が中もず駅前まで延伸する形で臨時便を運行していた。2022年12月19日のダイヤ改正で、殆どの便が中もず駅前へ延伸した。
中もず駅前では1番のりば、初芝駅前では両方向ともに2番のりばから発車。
- 65系統：中もず駅前 - 初芝駅前 - 美原区役所前

### 堺南港線
大阪府咲洲庁舎やインテックス大阪、アジア太平洋トレードセンターといった主要施設を複数抱える大阪南港地区と堺市内の主要駅を直結する路線。
阪神高速道路経由でリムジンバス車両による運行。
2011年9月1日に運行を開始。2012年1月16日より南港フェリーターミナル停車便を新設し、フェリーへの連絡を行うようになった。さらに2014年7月19日からはN3・N3-1系統を新設し、大阪港咲洲トンネルを経由して海遊館への乗り入れが復活した。N1・N1-1系統は平日の夕方以降、N2・N2-1・N2-2系統は朝ラッシュ時間帯、N3、N3-1系統は日中に運行される。当路線は一時期休止されていた路線（当時は金岡車庫担当）を復活させたもので、運行区間は休止前の区間とほぼ踏襲している。当時は一般路線車両での運行であった。堺エリアのみ、南港エリアのみの利用は不可、またスルッとKANSAI2dayおよび3dayチケット等の企画乗車券も利用不可。「全線1日フリーカード」は利用可能（これ以外の座席定員制バスは利用不可）。
2012年にハイバックシート・シートベルト付きのワンステップ車両が6台導入された。一時はこちらの車両での運行が多くなっていたが、現在は平日の一部を除き光明池・空港営業所から転属の元Sorae車両で運行されている。
系統番号変更前はそれぞれN1、N1-1、N2、N2-1、N3、N3-1だった（以下の記載順）。
運賃は全区間680円均一。
堺東駅前では3番・堺駅前では4番のりば発。
- 41系統：堺東駅前 - 堺駅前 - ポートタウン東 - インテックス大阪東 - ATC
  - 復路のみ、コスモタワーも経由する。
- 41V系統：堺東駅前 - 堺駅前 - 南港フェリーターミナル - ポートタウン東 - インテックス大阪東 - ATC
  - 41系統同様、復路のみコスモタワーも経由する。
- 42系統：堺東駅前 → 堺駅前 → ATC → コスモタワー → ポートタウン東 → 堺駅前 → 堺東駅
- 42V系統：堺東駅前 → 堺駅前 → ATC → コスモタワー → ポートタウン東 → 南港フェリーターミナル → 堺駅前 → 堺東駅前
- 43系統：堺東駅前 → 堺駅前 → ポートタウン東 → インテックス大阪東 → ATC → 海遊館 → 堺駅前 → 堺東駅
- 43V系統：堺東駅前 → 堺駅前 → 南港フェリーターミナル → ポートタウン東 → インテックス大阪東 → ATC → 海遊館 → 堺駅前 → 堺東駅

### 南港USJ線
名門大洋フェリー（北九州新門司港 - 大阪南港）の乗客をユニバーサルシティとUSJを結ぶ路線である。通称「ドリームシャトル」。
2018年5月31日に岸和田観光バスが路線を廃止したことに伴い、6月1日に運行開始した。
朝にユニバーサルシティ行きが2本、夜に南港行きが2本運行され、複数台での運行である。
フェリー利用者の乗車が優先されるが、乗車に余裕があると一般の乗客も利用可能である。運賃は大人830円の前払いで、なっち・交通系ICカード・全線1日フリーカード・全線フリー定期券も利用可能である。
2020年12月1日より全便が運休となっており、代替としてシティライントラベルが送迎バスを運行している。
2021年10月1日よりホテル近鉄ユニバーサルシティ前から、ホテルユニバーサルポートヴィータ1階エントランス前に停留所を移設した。
- 南港フェリーターミナル - ホテルユニバーサルポートヴィータ

### 日本製鉄堺ブレイザーズ試合会場行き直行バス
日本製鉄堺ブレイザーズの試合開催に合わせ運行される臨時便。運賃は前払いとなっている。
- 堺駅西口 - 日本製鉄堺体育館

## SMI美原ライン実証実験バス
下記の停留所以外には停車しない。また、⇔記号をまたがない区間の利用はできない（クローズドドアシステム）。
- 2022年度（令和4年度）：堺駅前 - 大小路 - 堺東駅前 - 細池橋【三国ヶ丘駅前】 - しもつ池【新金岡駅前】 ⇔ 大泉緑地前 - 野遠 - 美原区役所前【美原ステーション】
  - 堺市におけるSMI（堺・モビリティ・イノベーション）の一環として、2022年10月21日から12月4日まで運行。9時台発から22時台発まで1時間間隔で14往復運行し、堺駅前と美原区役所前を約40 - 50分で結ぶ。運賃は区間によって200円、300円、400円のいずれかに設定されていた[19]。

- 2023年度（令和5年度）：堺駅前 - 大小路 - 堺東駅前 - 細池橋【三国ヶ丘駅前】 - しもつ池【新金岡駅前】 ⇔ 八下中学校前【大泉緑地東】 - 野遠 - 美原区役所前【美原ステーション】
  - 2023年10月2日から12月15日まで運行。停留所の変更、運行時間帯の前倒し（7時台発から20時台発の14往復）、運賃の距離制料金への変更、モバイルチケット（1日乗車券）の発行を行った[20]。
- 2024年度（令和6年度）：堺駅前 - 大小路 - 堺東駅前 ⇔ 細池橋【三国ヶ丘駅前】 ⇔ しもつ池【新金岡駅前】 ⇔ 野遠 ⇔ 丹南南 - 美原区役所前【美原ステーション】
  - 2024年10月7日から12月20日まで運行。南河内地域との交通ネットワークの拡大を図るための丹南南停留所の新設と八下中学校前停留所の停車取りやめ、クローズドドアシステムの緩和、運行時間帯の縮小（10時台発から19時台発の10往復）、ららぽーと堺駐車場や美原区役所別館駐輪場の供用（パークアンドバスライド）、イベント開催時の運賃無償化を行った。

## 高速バス
夜行路線はすべて「サザンクロス」の愛称で運行している。停留所は一部省略。昼行路線は四国方面1路線に参入する。

### 大阪・京都 - 小田原・藤沢・鎌倉線
和歌山バスと共同運行。
2006年3月12日に「堺・大阪・京都 - 鎌倉・戸塚線」として運行開始。2009年12月1日より、小田原駅から堺方面へ乗降車できるようになる。2012年2月1日、「高速京田辺」停留所を新設。
2022年10月1日からは名称を「大阪・京都 - 小田原・藤沢・鎌倉線」に変更。「京急横須賀中央駅前」「JR横須賀駅前」停留所を新設し、「JR堺市駅前」「堺東駅前」「堺駅前」「大船駅東口」停留所を廃止。
独立3列シート・トイレ付車両で運行。
- 湊町バスターミナル（OCAT） - 南海なんば高速バスターミナル - 大阪駅前（桜橋口JR線高架下） - 高速京田辺 - 京都駅八条口 ⇔ 小田原駅 - 藤沢駅 - 鎌倉駅 - 京急横須賀中央駅前 - JR横須賀駅前 - 戸塚駅

### 大阪・京都 - 長野・湯田中線

長野・湯田中線

長電バスと共同運行。原則として化粧室付き独立3列シート車両で運行される。
元々は1989年12月10日運行開始の志賀高原 - なんば高速バスターミナル間での路線で、1998年3月31日をもって運行を取りやめたのち、2004年6月11日に長野側発着地を湯田中に変更した上で運行開始（事実上の再開）。
2010年9月2日の改正では、運賃の改定と使用車両の変更（それまでは化粧室付き4列シート車両で運行されていた）を行い、高速京田辺での乗降取り扱いを開始。
2014年11月9日の改正では、運賃の改定及び大阪駅前（桜橋口アルビ前）、信州中野駅、飯山駅での乗降扱いを開始（高速京田辺、アップルシティ中野を廃止）。
2015年3月1日の改正で幅運賃制度の導入及び三宮バスターミナルへの乗り入れを開始。
2018年11月21日より野沢温泉に延長・それに伴い湯田中駅と飯山駅の発着順序を入れ替え。
2025年5月15日 - 2025年11月30日の間、道の駅しなの、妙高高原駅に延伸し、野沢温泉への停車を取りやめる。
本路線の利用者は湯田中 - 志賀高原間の長電バス路線に正規運賃の半額で乗り継ぐことができる（参照）。
- 三宮バスターミナル ‐ ユニバーサル・スタジオ・ジャパン - 湊町バスターミナル - 南海なんば高速バスターミナル - 大阪駅前（桜橋口JR線高架下） - 京都駅八条口 ⇔ 長野駅 - 権堂 - 須坂駅 - 小布施 - 信州中野駅 - （道の駅しなの - 妙高高原駅） - 湯田中駅 - 飯山駅 （ - 野沢温泉）

## 廃止路線

### 堺まち旅ループ
堺市の事業として2015年3月1日より運行開始。土休日のみの運転で、運賃は220円均一。
- 堺東駅前 → 宿院 → 堺駅前 → 大浜公園 → 大仙公園 → もず駅前 → 三国ヶ丘駅前 → 堺東駅前
  - 運行当初が堺東駅前を起終点とした左回りの経路で、30分毎に運行していた[24]。
- 堺駅前 - 宿院 - 御陵前 - 堺市博物館前 - もず駅前 - 三国ヶ丘駅前 - 堺東駅前（その他の停留所には停車しない）
  - 2017年8月5日より、堺駅前と堺東駅前を往復する経路で、40分毎の運行となった[25]。停留所を減らすことで速達性を強化したが、かえって利用者が減少し[26]、2017年度末をもって廃止された。

### 世界遺産・仁徳天皇陵古墳シャトルバス
堺市の事業として2019年7月6日 - 12月29日の土休日およびお盆に運行された。両系統とも20分毎に運行していた。下記の停留所以外は停車しない。
- 堺駅前 - 宿院 - 堺市博物館前
- 堺東駅前 - 堺市博物館前

## 高速バスの休廃止・撤退路線
〔 〕内は共同運行会社。

### 撤退路線
路線の主な経由地、共同運行会社は撤退時点のもの。
- 共同運行から撤退後、他社により運行継続されている路線
  - 堺東・なんば - 岡山・倉敷 （サザンクロス号） 〔両備バス〕
    - 1989年12月1日運行開始[4]。1998年4月1日改正で両備バスの単独運行になったのち（南海は受付のみ継続、のちに終了）[28][22]、2021年4月1日に吉備エクスプレス大阪号に統合され、両備ホールディングス、下津井電鉄、JRバス中国の共同運行となっている。なんばへの乗り入れは両備担当の一部便が大阪駅から湊町バスターミナルまたはなんば高速バスターミナルに延長される形で引き続き行われている。堺東駅、堺駅への乗り入れは2007年9月2日の運行をもって取りやめられた[29]。

  - 和歌山・泉佐野 - 西船橋・TDL （サザンクロス号） 〔京成電鉄、和歌山バス〕
    - 1991年8月8日運行開始[4]。1998年4月21日に横浜 - 和歌山線（和歌山バス、神奈川中央交通運行）と統合し、南海電気鉄道、神奈川中央交通が撤退。現在は京成電鉄も成田空港交通へ路線を移管している。現在はサウスウェーブ号として運行。泉佐野駅には停車しなくなり、泉ヶ丘駅・堺東駅・堺駅に停車する。

  - なんば - 高松 (たかなんフットバス) 〔高松エクスプレス〕
    - 2002年8月5日運行開始。2017年3月31日の運行をもって共同運行から撤退した。予約・発券のみ継続しているが、同社は自社で用地を確保しているため、本営業所は元々運行支援業務を行っていなかった。
    - 本路線のみ、原則としてサザンクロスカラーの車両は用いられておらず、ソラエカラーの限定運用だったが、2010年9月2日より国分寺バスターミナルで夜間滞泊する2往復はサザンクロスカラーに置き換えられた。
    - 2012年11月1日より「大阪駅前（桜橋口 アルビ前）」停留所に乗り入れている（ただし上り初発便は除く）。
    - 2013年8月21日より南海バス運行便の2往復が3列シート車となった[30]。
- 共同運行から撤退後、休廃止となった路線
  - なんば - 富山 （サザンクロス号） 〔富山地方鉄道〕
    - 1989年6月26日運行開始[4]。当初は昼行便・夜行便の両方とも存在していたが、夜行便のみとなった後、1998年前半に富山地方鉄道の単独運行となり（南海は予約、発券のみ継続）[28][22]、2001年に廃止となった。その後、阪急バスと富山地方鉄道により 梅田・新大阪・京都駅 - 砺波・高岡・富山間で路線再開（2003年12月24日運行開始）。

  - 堺・なんば - 鹿児島 （サザンクロス号） 〔林田バス→林田バス・近鉄バス・鹿児島交通〕
    - 1990年3月22日運行開始[4]。元々は堺市を起終点とした林田バス(当時は林田産業交通)との2社共同運行路線であった。
    - 1994年9月4日に近畿日本鉄道（現在の近鉄バス）・鹿児島交通（のちの南九州バスネットワーク）陣営のトロピカル号と統合され、なんば起終点に変更された[注 8][31]。4社共同運行時代の愛称は南海・林田がサザンクロス号だったのに対し、近鉄はトロピカル号、鹿児島交通はトロピカルライナーと会社によって呼び方が違っていた。
    - 1998年2月21日に南海バス・林田バスが運行から撤退し[28]、のちに大阪市内の運行ルートも一部変更され、2006年に南九州バスネットワークの会社解散に伴い運行を撤退した事により、以降は近鉄バス1社で単独運行していたが、2016年9月末を以って運行休止。

### 休廃止路線
- 堺・なんば・神戸 - 佐世保・ハウステンボス 〔西肥自動車〕
  - 1989年7月24日運行開始[4]。南海高速バスの参入初期の路線のひとつであったが、 2013年10月1日より路線休止[32]。
- 堺・なんば - 新宿・東京 「ドリームなんば・堺号」 〔南海バス単独運行、かつての共同運行会社は本文に記載〕
  - 当初はドリーム堺号（堺 - 新宿・東京、1989年10月8日運行開始[4]）とドリームなんば号（なんば高速バスターミナル - 東京、1989年12月16日運行開始[4]）が西日本ジェイアールバスおよびジェイアールバス関東と共同で運行されていたが、その後両路線は統合された。
  - 2008年7月1日より南海バスの単独運行となった[33]。
  - 2016年12月11日をもって路線廃止。南海ウイングバス南部の単独運行のサザンクロス和歌山号に事実上統合された形になっている（現在、堺市内での乗降扱いはない）。

- なんば - 志賀高原 （サザンクロス号、ナガデンエクスプレス） 〔長野電鉄〕
  - 1989年12月10日運行開始[4]。1998年3月31日をもって運行を取りやめたのち[22]、長野県側の始発・終着地を湯田中に変更して運行が再開された。
- 堺 - 松山 （サザンクロス号） 〔西日本JRバス、四国旅客鉄道〕
  - 1990年8月10日運行開始[4]。西日本ジェイアールバス、ジェイアール四国バスと共同運行、JR側の愛称は「どっきん松山号」。なお、南海側の車両にも先頭のサンバイザー付近に「どっきん松山号」の表示あり。1998年2月28日をもって運転を取りやめたが[28][22]、2003年に松山エクスプレス大阪号として運行再開。南海バスは共同運行に参入せず。
- なんば - 福井・芦原温泉 （サザンクロス号） 〔京福電気鉄道（現京福バス）、福井鉄道〕
  - 1990年10月16日運行開始[4]。1993年4月に一旦廃止された[34] が、現在は阪急バスと共同運行で梅田 - 福井間に路線再開（2007年12月22日運行開始）。
- 堺東 - 筑前前原 （サザンクロス博多号） 〔西日本JRバス、昭和自動車、九州旅客鉄道〕
  - 1990年11月15日運行開始[4]。この路線の廃止から10年後において、全く異なる形ではあるが西日本JRバス、JR九州バスとで JR難波駅・大阪駅 - 博多駅バスセンター間で山陽道昼特急博多号として運行されていたが、こちらも2011年3月末をもって運行休止となった。
- あべの橋・なんば - 広島 （サザンクロス号） 〔中国JRバス→南海バス単独運行〕
  - 1990年12月21日運行開始[4]。当初は堺・なんば - 広島・呉として運行開始。1996年3月23日より堺市内への乗り入れを取りやめて「あべの橋」発着に変更し[35][36]、1998年2月3日より呉への乗り入れも取りやめた[37][28][38]。2013年8月9日廃止（同年8月8日発の便まで運行）[39]。
  - 大阪 - 呉間の路線はのちに中国JRバスが呉エクスプレス大阪号・呉ドリーム大阪号として運行を再開したが、現在は運行されていない。
- 銚子線（USJ・なんば・大阪駅・京田辺・京都駅 - 秋葉原・四街道・成田空港・銚子）〔千葉交通〕
  - 2005年3月18日運行開始。2020年4月より運休となり、2024年9月1日に廃止された[40]。
- 鶴岡・酒田線（なんば・大阪駅・京田辺・京都駅 - 鶴岡・酒田）〔庄内交通〕
  - 経路：（ユニバーサル・スタジオ・ジャパン） - 湊町バスターミナル - 南海なんば高速バスターミナル - 大阪駅前（桜橋口JR線高架下） - 高速京田辺 - 京都駅八条口 ⇔ 庄内観光物産館 - エスモールバスターミナル（鶴岡） - 庄内町余目駅前 - イオン酒田南店 - 酒田庄交BT -  （さかた海鮮市場前）
    - 大阪発はさかた海鮮市場前まで、酒田発はUSJまで運行。

  - 2021年4月より運休となり、その後運行を再開することなく2024年12月1日に廃止された[41]。